# Heeresoffizierschule I
Die Heeresoffizierschule I (HOS I) war die älteste von drei Heeresoffizierschulen zur Ausbildung der Offizieranwärter des Heeres. Sie bestand von 1956 bis 1974 und war in Hannover ansässig. Ihr Nachfolger wurde die Offizierschule des Heeres (OSH) in Hannover.

## Geschichte

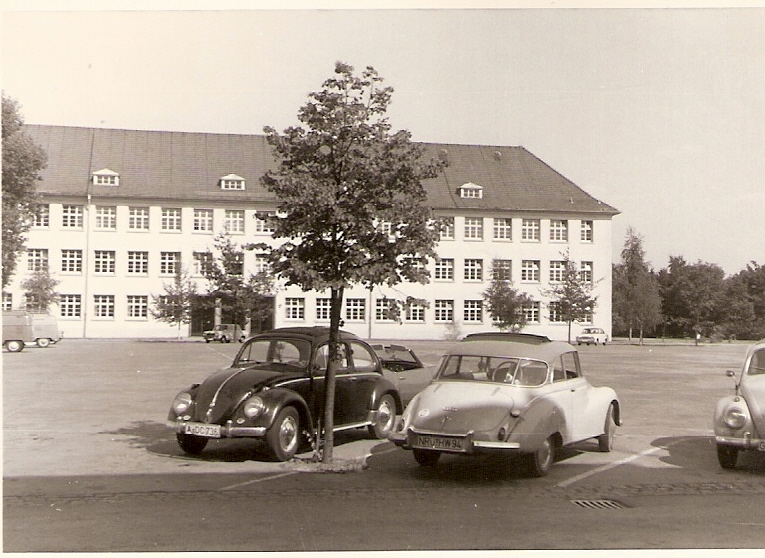
Hörsaalgebäude HOS I, 1968

Urkunde Offizierprüfung, 1966

Mit dem Aufstellungsbefehl Nr. 7 (Heer) vom 16. März 1956 wurde die Heeresakademie I durch den Aufstellungsstab NORD in der Emmich-Cambrai-Kaserne in Hannover aufgestellt. Wenig später traf ein militärisches Vorauskommando ein und die Akademie wurde noch im selben Jahr in Heeresoffizierschule I umbenannt. Früh war auch ein US-Ausbildungskommando involviert. Wie auch bei anderen Verbänden erfolgte 1957 die Unterstellung beim Truppenamt (ab 1970 Heeresamt) in Köln.
1958 wurde ein Ehrenmal für die im Zweiten Weltkrieg gefallenen Offizieranwärter des Jahrgangs 1927 in der Vorhalle des Blocks 17 eingeweiht. 1961 wurde der Traditionsraum im selben Block eingerichtet. Zum 79. Deutscher Katholikentag in Hannover fand am Standort eine Werkwoche mit deutschen und ausländischen Offizieren statt. 1963 wurde die HOS I um die VII. Inspektion erweitert.
Zahlreiche Politiker und hochrangige Militärs waren hier zu Gast; es bestand ein reger Austausch mit internationalen Militärakademien wie der United States Military Academy (West Point), der ESM St-Cyr (Coëtquidan) und der École royale militaire (Brüssel).
Am 5. Juli 1974 sind im Zuge der Aufstellung der zwei Bundeswehrhochschulen (1973) in München und Hamburg die Heeresoffizierschulen I bis III in der Offizierschule des Heeres (OSH) in Hannover, später Dresden, aufgegangen.

## Gliederung
Die Heeresoffizierschule I gliederte sich 1966 wie folgt: An der Spitze stand der Schulkommandeur, ein Brigadegeneral. Zum unterstützenden Kommandostab gehörten die Stabsabteilungen S1 bis S4, der Truppenarzt und die -verwaltung sowie eine Kraftfahrzeug- bzw. Geräteeinheit, eine Karten- bzw. Zeichenstelle, eine Bibliothek und eine Filmstelle. Danach folgten zwei Lehrgruppen (A und B), die von einem Oberst oder Oberstleutnant geführt wurden und wovon der Dienstälteste auch stellvertretender Schulkommandeur war. Es schlossen sich je drei bis vier Inspektionen unter einem Major als Disziplinarvorgesetzten an. Diese waren wiederum in drei Hörsäle, denen die Taktiklehrer (Major oder Oberstleutnant) vorstanden, untergliedert. Ein Hörsaal bestand aus rund 20 bis 28 Teilnehmern. Dazu kamen die Hörsaaloffiziere im Dienstgrad eines Oberleutnants oder Leutnants. Einen Schwerpunkt in der Ausbildung bildete die Innere Führung und die Allgemeine Truppenkunde. Weiterhin unterstützten Lehroffiziere, zivile Lehrkräfte und Militärgeistliche.

## Wappen
Das Wappen besteht aus einem schwarzen Schild, worauf ein silbernes sogenanntes „Tatzenkreuz“ abgebildet ist. Darauf sind drei grüne Eichenblätter zu sehen. Das Wappen lehnt sich an das Eiserne Kreuz aus dem 19. Jahrhundert an. Die dunkle Farbgebung solle an die Gefallenen der Kriegsschule Hannover (1934–1939) und der Schule VIII für Fahnenjunker der Infanterie (1942–1945) gedenken. Das Kreuz erinnert an die christlich-abendländische Tradition. Grün steht für Ritterlichkeit sowie eine friedliche und freiheitliche Zukunft.

## Kommandeure
- Brigadegeneral Heinz Gaedcke (1956–1957)
- Brigadegeneral Wolf von Kahlden (1957–1961)
- Brigadegeneral Hans-Georg Lueder (1961–1966)
- Brigadegeneral Heinz-Joachim Müller-Lankow (1966–1968)
- Brigadegeneral Hans-Joachim Kerschkamp (1968–1972)
- Brigadegeneral Rolf-Helmut Schröder (1972–1974)

## Lehrbataillon
Das Lehrbataillon der Heeresoffizierschule I nahm am 2. Juli 1956 seine Arbeit auf. Die ersten Offizieranwärter (Fahnenjunker) kamen zum Teil aus den Reihen des bereits 1951 entstandenen Bundesgrenzschutzes. 1959 wurde es um das Panzergrenadierbataillon 13 erweitert, 1960 in Lehrbataillon HOS I (Panzergrenadierbataillon 21) umbenannt und 1973 ins niedersächsische Wesendorf verlegt. Im Jahre 1976 entfiel der ursprüngliche Auftrag und es erfolgte die Umbenennung in Panzergrenadierbataillon 13.

## Ausbildung, Bildung und Erziehung
Die Gründung von Heeresoffizierschulen in den 1950er Jahren diente der „Standardisierung“ der Ausbildung. Bedeutung erlangte an den Schulen der 1957 durch ein „Grundsatzprogramm“ vereinheitlichte militärhistorische Unterricht, der inhaltlich einen Zeitraum vom Dreißigjährigen Krieg bis zum Ende des Zweiten Weltkrieges umfasste. Hier unterrichteten u. a. die Oberstleutnante Siegfried Fiedler und Rolf Elble Militär- und Kriegsgeschichte.
Die HOS I bot insbesondere grundständige Lehrgänge für Berufs-, Zeit- und Reserveoffiziere an. Darüber hinaus offerierte sie Aufbaulehrgänge für Generalstabsoffiziere, einen Lehrgang für Stabsfeldwebel, Einweisungs- und Kurzlehrgänge für Taktik- und Logistiklehrer und einen Vorbereitungslehrgang für Unteroffiziere (§ 24 Soldatenlaufbahnverordnung).